# Higgsův boson
Higgsův boson je hmotná skalární elementární částice ve standardním modelu částic. Hraje klíčovou roli ve vysvětlení původu hmotnosti ostatních elementárních částic, zejména rozdílu mezi nehmotným fotonem a velmi těžkými bosony W a Z. Hmotnosti elementárních částic a rozdíly mezi elektromagnetismem a slabou interakcí jsou rozhodující v mnoha mikroskopických dějích, a tak má Higgsův boson na náš vesmír významný vliv.

## Historie
Higgsův boson poprvé předpověděl roku 1964 britský fyzik Peter Higgs, který rozpracoval myšlenky s Philipem Andersonem a nezávisle několika dalšími fyziky.
Na konferenci ICHEP2012 v australském Melbourne 4. července 2012 byl na základě dat z experimentů ATLAS a CMS v CERNu oznámen objev nového bosonu, jehož vlastnosti jsou konzistentní s Higgsovým bosonem. 14. března 2013 vědci z CERNu objev na základě dalších experimentů potvrdili.
Dle zjištění vědců se Higgsův boson rozpadá prostřednictvím čtyř módů: na fotony, bosony W, bosony Z a tauony. V srpnu 2018 dokázali fyzici experimentálního programu ATLAS ve výzkumném centru CERN rozpad Higgsova bosonu na kvark b a antikvark b.

## Název
Higgsův boson je často masmédii označován jako „božská částice“, a to na základě názvu knihy The God Particle: If the Universe Is the Answer, What Is the Question? (česky Božská částice: Pokud je vesmír odpovědí, co je otázkou?) Leona Ledermana. Přestože takové pojmenování zvyšuje zájem médií o částicovou fyziku a Velký hadronový urychlovač, mnoho vědců jej odmítá. Ve snaze částici přejmenovat vybral výbor fyziků název „boson šampaňského“ jako její nejpopulárnější označení.

## Vlastnosti
Higgsův boson nelze pozorovat přímo, neboť má příliš krátkou dobu života. Je ale možné zaznamenat produkty jeho rozpadu a z nich rekonstruovat vlastnosti původní částice.
Bez existence Higgsova bosonu by vesmírem létaly všechny částice standardního částicového modelu světelnou rychlostí a nebylo by možné, aby utvořily atomy, předměty, planety, hvězdy apod.